# Nylon 6
Nylon 6 hay polycaprolactam là loại polymer được phát triển bởi Paul Schlack và là một dạng polyamit bán kết tinh. Không như những nylon khác, nylon 6 không hình thành từ quá trình ngưng tụ polymer mà từ quá trình polymer hóa mở vòng. Cùng với nylon 6,6; nylon 6 đóng góp một phần quan trọng trong công nghiệp sợi tổng hợp.

### 1. Tính chất vật lý:
- - Nhiệt độ nóng chảy là 220oC; nhiệt độ chuyển pha là: 40-50oC.
- - Giới hạn khối lượng phân tử khoảng 105 g/ mol
- - Khối lượng riêng 1,13 g/cm3.
- - Có khả năng chịu tải tốt ở nhiệt độ cao.
- - Có đặc tính hoá học và độ chịu mài mòn tốt.
- - Hệ số ma sát nhỏ.
- - Có tính cứng và chịu va đập.

Hình 2: Nylon 6 dạng sợi

### 2. Tính chất hoá học:
- - Nylon 6 không bền trong môi trường axit và base.
- - Nhóm amit bị thủy phân tạo thành amin và carboxyl:
- Chúng dễ bị thủy phân trong môi trường axit, base sẽ làm mạch polymer hoặc có thể thủy phân hoàn toàn thành các monomer tạo thành chúng.
- Thủy phân Nylon 6 trong môi trường axit hoặc base:

c) Phương pháp tổng hợp Nylon 6:
Trùng ngưng axit ε – aminocaproic
Phương trình phản ứng: 
axit ε – aminocaproic + nhiệt độ => polycaproamit
Cơ chế phản ứng:
- Sự tương tác giữa nhóm cacbonyl của phân tử caprolactam với H của phân tử H2O. Trong môi trường axit thì phản ứng càng dễ xảy ra tạo thành 1 cacbocation. Nhóm cacbonyl trong phân tử ε – caprolactam sẽ lấy một nguyên tử H của phân tử nước.

Nhóm OH- tấn công vào cacbocation trên:
Phản ứng mở vòng tạo thành aminoaxit: ε-aminocaproic.
ε – aminocaproic này có chứa N có cặp electron chưa tham gia liên kết sẽ tấn công vào cacbocation
Phản ứng tiếp tục xảy ra sẽ tạo ra Nylon-6.
Ngoài ra có thể tổng hợp Nylon- 6 bằng cách trùng ngưng amino acid: ε – aminocaproic
e) Ứng dụng của Nylon-6:
- Nylon−6 có tính dai, bền, mềm óng mượt, ít thấm nước, mau khô, kém bền nhiệt, axit, kiềm. Dùng dệt vải, may mặc, vải lót săm lốp xe, bít tất, dây cáp, dây dù, đan lưới, ...
- Trong may mặc thì tơ Nylon ngày càng được sử dụng rộng rãi và được quan tâm nhiều hơn nó dần thay thế các loại vải dệt thủ công, số lượng ít, màu sắc đơn điệu.... bằng các loại polyme có chất lượng cao, màu sắc thì phong phú,đáp ứng được như cầu sử dụng. thẩm mỹ người tiêu dùng....
- Nylon-6 còn có thể sử dụng để chế tạo các chi tiết máy:
- Thành phần chế tạo ra các bánh răng, bộ phận kết nối và bộ phận dẫn động trong động cơ.
- Thiết bị ngắt mạch điện, lõi cuộn dây điện, phích điện.
- Chế tạo các bỏ bọc loại màng mỏng.
- Vỏ bọc các loại dây điện. Hộp vỏ của các thiết bị điện.
- Là sợi cơ bản trong máy xén cỏ hay trong dây để câu cá. Bánh, lốp các loại xe.
- Tạo các khuân cho các loại bình đựng.